# THE IDOLM@STER CINDERELLA GIRLS MASTER SEASONS!
「THE IDOLM@STER CINDERELLA GIRLS MASTER SEASONS!」（アイドルマスター シンデレラガールズ マスターシーズンズ）は、2017年8月9日から日本コロムビアよりリリースされているCDシリーズ。

## 概要
ソーシャルゲーム『アイドルマスター シンデレラガールズ』の登場キャラクターによる各季節を題材としたシングルCDシリーズ。CDには表題曲の他、各属性ごとの新曲3曲及びボイスドラマが収録される。各楽曲はそれぞれ別のキャラクターが歌唱するため、収録人数は1枚につき12人に及ぶ。
第1弾「SUMMER!」は2017年8月9日、第2弾「AUTUMN!」は10月18日、第3弾「WINTER!」は12月13日、第4弾「SPRING!」は2018年4月11日に発売され、それぞれ時季に合わせたリリースである。

## SUMMER!
2017年8月9日発売。夏をテーマとしたシングル。「THE IDOLM@STER CINDERELLA GIRLS STARLIGHT MASTER 12 命燃やして恋せよ乙女」と同時発売。表題曲は『銀のイルカと熱い風』。
チャート成績
8月21日付のオリコン週間ランキングでは約2.3万枚を売り上げて5位にランクイン。「命燃やして恋せよ乙女」も4位に入り、シンデレラガールズの作品が同時TOP5入りを果たした。
収録曲
1. 銀のイルカと熱い風
歌：大槻唯（山下七海）、緒方智絵里（大空直美）、新田美波（洲崎綾）
作詞：森由里子、作曲：俊龍、編曲：Sizuk
2. とんでいっちゃいたいの
歌：一ノ瀬志希（藍原ことみ）、三村かな子（大坪由佳）、宮本フレデリカ（髙野麻美）
作詞・作曲：佐伯youthK、編曲：睦月周平
3. 夏恋 -NATSU KOI-
歌：塩見周子（ルゥティン）、橘ありす（佐藤亜美菜）、松永涼（千菅春香）
作詞・作曲・編曲：AJURIKA
4. CoCo夏夏夏 Holiday
歌：上田鈴帆（春野ななみ）、佐藤心（花守ゆみり）、十時愛梨（原田ひとみ）
作詞：Funta3、作曲・編曲：Funta7
5. オリジナルドラマ（ボーナストラック）
出演：大槻唯、緒方智絵里、新田美波
6. 銀のイルカと熱い風 オリジナル・カラオケ（ボーナストラック）
7. とんでいっちゃいたいの オリジナル・カラオケ（ボーナストラック）
8. 夏恋 -NATSU KOI- オリジナル・カラオケ（ボーナストラック）
9. CoCo夏夏夏 Holiday オリジナル・カラオケ（ボーナストラック）

## AUTUMN!
2017年10月18日発売。秋をテーマとしたシングル。表題曲は『秋風に手を振って』。浜口あやめ（田澤茉純）はこのCDがシリーズ初参加。
チャート成績
10月30日付のオリコン週間ランキングでは約2.1万枚を売り上げて6位にランクイン。また、アニメ週間チャートにおいては2位に入り、同日発売の「THE IDOLM@STER MASTER PRIMAL DANCIN' BLUE」が1位を獲得、アイドルマスターの作品がアニメ週間1・2位を独占した。
収録曲
1. 秋風に手を振って
歌：相葉夕美（木村珠莉）、多田李衣菜（青木瑠璃子）、中野有香（下地紫野）
作詞：森由里子、作曲：BNSI（Yoshi）、編曲：若林タカツグ
2. Halloween♥Code
歌：安部菜々（三宅麻理恵）、乙倉悠貴（中島由貴）、前川みく（高森奈津美）
作詞：磯谷佳江、作曲・編曲：岡野裕次郎（TRYTONELABO）、編曲：TAKT（TRYTONELABO）
3. さよならアンドロメダ
歌：渋谷凛（福原綾香）、森久保乃々（高橋花林）、大和亜季（村中知）
作詞：BNSI（MCTC）、作曲・編曲：BNSI（Taku Inoue）
4. 空想探査計画
歌：木村夏樹（安野希世乃）、浜口あやめ（田澤茉純）、日野茜（赤﨑千夏）
作詞：BNSI（重田佑介）、作曲・編曲：BNSI（佐藤貴文）
5. オリジナルドラマ（ボーナストラック）
出演：相葉夕美、多田李衣菜、中野有香
6. 秋風に手を振って オリジナル・カラオケ（ボーナストラック）
7. Halloween♥Code オリジナル・カラオケ（ボーナストラック）
8. さよならアンドロメダ オリジナル・カラオケ（ボーナストラック）
9. 空想探査計画 オリジナル・カラオケ（ボーナストラック）

## WINTER!
2017年12月13日発売。冬をテーマとしたシングル。「THE IDOLM@STER CINDERELLA MASTER 恋が咲く季節」と同時発売。表題曲は『ツインテールの風』。
チャート成績
12月25日付のオリコン週間ランキングでは5位にランクイン。「恋が咲く季節」も4位に入り、シンデレラガールズの作品が同時TOP5入りを果たした。
収録曲
1. ツインテールの風
歌：小日向美穂（津田美波）、城ヶ崎美嘉（佳村はるか）、速水奏（飯田友子）
作詞：森由里子、作曲・編曲：滝澤俊輔（TRYTONELABO）
2. White again
歌：小早川紗枝（立花理香）、櫻井桃華（照井春佳）、島村卯月（大橋彩香）
作詞：eNu、作曲：橋本由香利、編曲：川田瑠夏
3. Frost
歌：神谷奈緒（松井恵理子）、神崎蘭子（内田真礼）、脇山珠美（嘉山未紗）
作詞：ミズノゲンキ、作曲・編曲：睦月周平
4. 冬空プレシャス
歌：片桐早苗（和氣あず未）、難波笑美（伊達朱里紗）、姫川友紀（杜野まこ）
作詞：朝倉路、作曲・編曲：石濱翔（MONACA）
5. オリジナルドラマ（ボーナストラック）
出演：小日向美穂、城ヶ崎美嘉、速水奏
6. ツインテールの風 オリジナル・カラオケ（ボーナストラック）
7. White again オリジナル・カラオケ（ボーナストラック）
8. Frost オリジナル・カラオケ（ボーナストラック）
9. 冬空プレシャス オリジナル・カラオケ（ボーナストラック）

## SPRING!
2018年4月11日発売。春をテーマとしたシングル。表題曲は『桜の風』。棟方愛海（藤本彩花）はこのCDがシリーズ初参加。
チャート成績
4月23日付のオリコン週間ランキングでは約1.5万枚を売り上げて7位にランクイン。
収録曲
1. 桜の風
歌：アナスタシア（上坂すみれ）、五十嵐響子（種﨑敦美）、依田芳乃（高田憂希）
作詞：森由里子、作曲・編曲：田中秀和（MONACA）
2. HARURUNRUN
歌：関裕美（会沢紗弥）、水本ゆかり（藤田茜）、棟方愛海（藤本彩花）
作詞・作曲・編曲：田村歩美
3. 未完成の歴史
歌：二宮飛鳥（青木志貴）、藤原肇（鈴木みのり）、北条加蓮（渕上舞）
作詞：及川眠子、作曲・編曲：椎名豪
4. Spring Screaming
歌：喜多見柚（武田羅梨沙多胡）、本田未央（原紗友里）、龍崎薫（春瀬なつみ）
作詞・作曲・編曲：宮崎誠
5. オリジナルドラマ（ボーナストラック）
出演：アナスタシア、五十嵐響子、依田芳乃
6. 桜の風 オリジナル・カラオケ（ボーナストラック）
7. HARURUNRUN オリジナル・カラオケ（ボーナストラック）
8. 未完成の歴史 オリジナル・カラオケ（ボーナストラック）
9. Spring Screaming オリジナル・カラオケ（ボーナストラック）

## ソロ・リミックス盤
ライブイベントの物販商品として限定販売される、シリーズに収録されたユニット曲のソロ・リミックスを収録したCD。
THE IDOLM@STER CINDERELLA GIRLS 6thLIVE MERRY-GO-ROUNDOME!!! MASTER SEASONS SPRING! SOLO REMIX
『THE IDOLM@STER CINDERELLA GIRLS 6thLIVE MERRY-GO-ROUNDOME!!!』（2018年11月開催）会場限定CD。メットライフドーム公演にて販売。
『SPRING!』に収録されている「桜の風」「HARURUNRUN」「未完成の歴史」「Spring Screaming」のソロ・リミックスが収録されている。
THE IDOLM@STER CINDERELLA GIRLS 6thLIVE MERRY-GO-ROUNDOME!!! MASTER SEASONS SUMMER! SOLO REMIX
『THE IDOLM@STER CINDERELLA GIRLS 6thLIVE MERRY-GO-ROUNDOME!!!』（2018年11月開催）会場限定CD。メットライフドーム公演にて販売。
『SUMMER!』に収録されている「銀のイルカと熱い風」「とんでいっちゃいたいの」「夏恋 -NATSU KOI-」「CoCo夏夏夏 Holiday」のソロ・リミックスが収録されている。
THE IDOLM@STER CINDERELLA GIRLS 6thLIVE MERRY-GO-ROUNDOME!!! MASTER SEASONS AUTUMN! SOLO REMIX
『THE IDOLM@STER CINDERELLA GIRLS 6thLIVE MERRY-GO-ROUNDOME!!!』（2018年12月開催）会場限定CD。ナゴヤドーム公演にて販売。
『AUTUMN!』に収録されている「秋風に手を振って」「Halloween♥︎code」「さよならアンドロメダ」「空想探査計画」のソロ・リミックスが収録されている。
THE IDOLM@STER CINDERELLA GIRLS 6thLIVE MERRY-GO-ROUNDOME!!! MASTER SEASONS WINTER! SOLO REMIX
『THE IDOLM@STER CINDERELLA GIRLS 6thLIVE MERRY-GO-ROUNDOME!!!』（2018年12月開催）会場限定CD。ナゴヤドーム公演にて販売。
『WINTER!』に収録されている「ツインテールの風」「White again」「Frost」「冬空プレシャス」のソロ・リミックスが収録されている。